# Everleigh Club

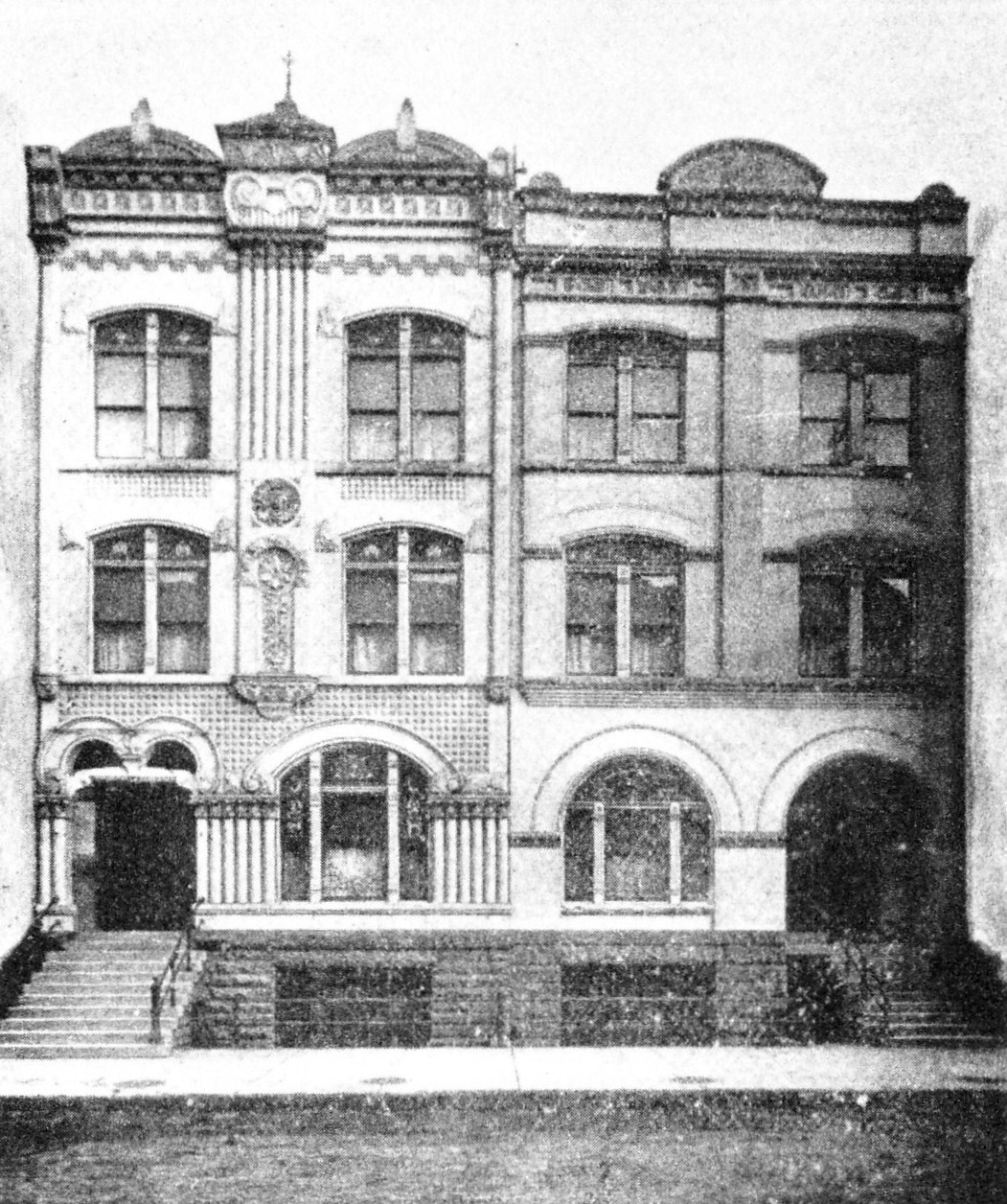
Fasada kamienicy mieszczącej klub

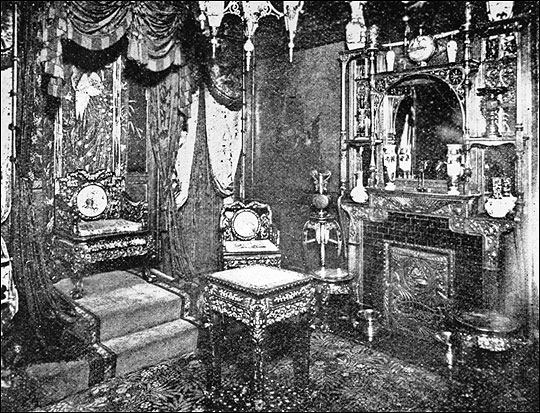
Jeden z pokoi dla klientów

Everleigh Club – luksusowy dom publiczny w Chicago, prowadzony przez Adę i Minnę Everleigh w latach 1900–1911.
Ada i Minna Everleigh otworzyły swój pierwszy dom publiczny w Omaha w 1895 roku. Przedsięwzięcie szybko odniosło sukces i przyniosło zyski. Wkrótce potem siostry zdecydowały o otwarciu kolejnego lokalu, tym razem luksusowego i położonego w jednym z wielkich miast. Jako lokalizacje rozważano Nowy Orlean, Nowy Jork i Waszyngton, ostatecznie wybrano Chicago, gdzie nie było konkurencji ze strony innych luksusowych lokali.
Siostry Everleigh kupiły przy 2131–2133 South Dearborn Street budynek, który wcześniej także był domem publicznym i rozpoczęły od remontu i urządzenia luksusowego wystroju oraz starannego wyselekcjonowania 30 zatrudnianych prostytutek, od których właścicielki wymagały, oprócz doświadczenia w zawodzie, urody oraz ogłady. Właścicielki, w odróżnieniu od innych posiadaczy domów publicznych, którzy często stosowali wobec prostytutek przemoc, dbały o zadowolenie podwładnych z pracy. Siostry Everleigh oczekiwały od pracownic opanowania wiedzy z dziedziny literatury, recytacji i konwersacji. Prostytutki były ubierane w wieczorowe suknie, biżuterię i drogie perfumy. Zostały także objęte opieką lekarską, by chronić klientów przed chorobami wenerycznymi. Oprócz prostytutek, w klubie pracowało kilkadziesiąt osób obsługi.
Budynek został urządzony luksusowo, każdy z pokojów dla klientów miał inny wystrój, zbudowano także restaurację i salon. Roczny koszt utrzymania budynku wynosił według obecnych (2012) cen ok. 0,5 mln dolarów. Według założeń biznesowych, usługi miały być drogie, a przez to ekskluzywne. Samo wejście do klubu kosztowało 50 dolarów, podczas gdy przeciętna pensja robotnika wynosiła ok. 40 dolarów. Niedostępność usług dla przeciętnego człowieka miała wywołać wśród finansowej elity poczucie, że odwiedzanie klubu jest snobistyczne. Z opłat za usługi zwolniono natomiast dziennikarzy, którzy według założeń mieli swoją częstą obecnością w klubie reklamować jego usługi.
Wkrótce po otwarciu, które nastąpiło 1 lutego 1900 roku, założenia biznesowe zostały zrealizowane, tj. klub stał się słynny. Wśród gości klubu byli przemysłowcy, politycy oraz arystokracja i członkowie europejskich rodzin królewskich, m.in. Henryk Hohenzollern, brat cesarza Niemiec Wilhelma II, który przedłożył wizytę w klubie ponad oficjalne uroczystości przygotowane przez miejscowe władze na jego cześć.
Klub działał bez przeszkód głównie dzięki utrzymywaniu przyjaznych stosunków z wpływowymi politykami, m.in. ze skorumpowanymi radnymi Michaelem Kenną i Johnem Coughlinem.
Klub został zamknięty na polecenie władz miasta pod wpływem grup religijnych, które postawiły sobie za cel likwidację prostytucji. Pierwszym krokiem na drodze do zamknięcia domów publicznych była publikacja w 1911 roku raportu Komisji ds. Rozpusty w Chicago, który był mocno krytyczny wobec tych lokali. Początkowo burmistrz był sceptycznie nastawiony do walki z prostytucją, ale uległ pod naciskiem działaczy walczących z seksbiznesem i wydał polecenie zamknięcia najsłynniejszego klubu w Chicago – Everleigh Club. W ciągu dwóch lat zamknięto wszystkie pozostałe domy publiczne, a prostytucję zaczęto karać więzieniem. Do zamknięcia klubu przyczyniło się także zabójstwo Marshalla Fielda Juniora, który zginął w pobliżu klubu w listopadzie 1905 roku. Plotki przypisywały zabójstwo prostytutkom z Everleigh Club.